# Saint-Pierre-de-Lages
 Saint-Pierre-de-Lages  là một xã ở tỉnh Haute-Garonne vùng Occitanie tây nam nước Pháp. Xã Saint-Pierre-de-Lages nằm ở khu vực có độ cao 250 mét trên mực nước biển.